# مارتین لتسیان
مارتین لتسیان (انگلیسی: Martin Lecián; ۳۱ اکتبر ۱۹۰۰ – ۶ اکتبر ۱۹۲۷ (۲۶ سال)) مارتین لسیان (۳۱ اکتبر ۱۹۰۰–۶ اکتبر ۱۹۲۷) یک قاتل زنجیره ای اهل کشور چکسلواکی بود که ۳ پلیس و یک افسر زندان را به قتل رساند و تلاش کرد ۷ پلیس دیگر را بکشد. او در ۶ اکتبر ۱۹۲۷ اعدام شد. مورد او بسیار معروف بود و چندین مقاله در روزنامه‌ها منتشر شد که اقدامات او را تشریح می‌کرد.